# Sildenafil
Sildenafil, syldenafil (łac. sildenafilum) – organiczny związek chemiczny, lek stosowany w leczeniu zaburzeń erekcji (Viagra oraz inne nazwy handlowe) oraz w pierwotnym nadciśnieniu płucnym (w tym wskazaniu pod nazwą Revatio). Został opatentowany w 1993 roku przez koncern Pfizer i wprowadzony na rynek w 1998 roku.
Nazwa handlowa Viagra wywodzi się z sanskryckiego słowa wjaghra (dewanagari: व्याघ्र), oznaczającego tygrysa.
Dostępne są też preparaty wardenafilu i tadalafilu o zbliżonym działaniu. Tabletki sildenafilu zawierają od 25 do 200 mg cytrynianu tego związku.
Mechanizm działania sildenafilu polega na hamowaniu enzymu fosfodiesterazy typu 5 (PDE5) (powinowactwo do innych fosfodiesteraz jest znacznie mniejsze: PDE3 – ponad 4000 razy, PDE 2, 3, 4, 7, 8, 9, 10, 11 – ponad 700 razy, PDE1 – 80 razy, PDE6 – 10 razy). Cząsteczka sildenafilu zawiera motyw strukturalny piperazyny oraz analogu nukleozydowej zasady heterocyklicznej, guaniny – 1H-pirazolo[4,3-d]pirymidynę. Centralny układ fenolowy jest strukturalnym odpowiednikiem rybozy, natomiast reszta sulfonowa odpowiada grupie fosforanowej nukleotydu.

## Wskazania
Zaburzenia erekcji
U osób ze wskazaniem lekarskim sildenafil umożliwia osiągnięcie trwałego wzwodu umożliwiającego satysfakcjonujące odbycie stosunku płciowego. Wzwód nie pojawia się automatycznie po zażyciu leku, lecz erekcja wymaga zwykłej stymulacji seksualnej, co jest wielką jego zaletą w porównaniu z preparatami prostaglandyn. Lek należy spożyć od godziny do 6 godzin przed planowanym czasem stosunku. U osób z trudnościami z erekcją lekarz ocenia stopień i charakter tych trudności i jeśli mają one rzeczywiście charakter psychiczno-neurologiczny, zaleca dawkę leku, która powoduje utrzymywanie się wzwodu przez normalny dla zdrowego mężczyzny czas – czyli od 30 minut do godziny. Lek nie pomaga osobom, u których trudności ze wzwodem mają inny charakter, np. wynikający z zaniku ciał jamistych prącia lub niskiego ciśnienia tętniczego.
Nadciśnienie płucne
Innym wskazaniem do stosowania sildenafilu są wybrane przypadki nadciśnienia płucnego. Wykazano, że sildenafil może zmniejszać objawy nadciśnienia płucnego i poprawiać tolerancję wysiłku. Stosuje się go wtedy u chorych w różnym wieku – włącznie z niemowlętami, u których nadciśnienie płucne może powstawać w przebiegu wrodzonych wad serca. Należy jednak pamiętać o możliwości powikłań tego leczenia ze ślepotą włącznie (vide przeciwwskazania). W badaniu SUPER, udowodniono znamienną poprawę wydolności wysiłkowej u pacjentów stosujących sildenafil w dawce 20, 40 lub 80 miligramów 3 razy na dobę i efekt ten był niezależny od zastosowanej dawki. Sildenafil w dawkach zarejestrowanych do leczenia nadciśnienia płucnego nosi nazwę Revatio.

## Inne potencjalne zastosowania medyczne
Dystrofia mięśniowa Duchenne’a
Badania kliniczne wykazały skuteczność leku w leczeniu dystrofii mięśniowej Duchenne’a.
Dysfunkcje seksualne kobiet
W dwóch dużych badaniach klinicznych z randomizacją w grupie 781 kobiet z dysfunkcją seksualną z prawidłowym (577 pacjentek) i obniżonym (204 pacjentki) stężeniem estrogenów nie stwierdzono klinicznie istotnej poprawy po przyjmowaniu dawek sildenafilu (10–100 mg) w porównaniu z placebo.

## Przeciwwskazania
na podstawie drugiego porozumienia konferencji w Princeton 2004
Lek jest przeciwwskazany w następujących chorobach i stanach:
- Choroba niedokrwienna serca niestabilna lub zaostrzenie dolegliwości dławicowych,
- Niekontrolowane ciśnienie tętnicze, złośliwe nadciśnienie tętnicze,
- Niewydolność krążenia klasy NYHA III i NYHA IV,
- Świeżo przebyty zawał mięśnia sercowego (do 2 tygodni od momentu wystąpienia zawału),
- Złośliwe arytmie komorowe, arytmie wyzwalane przez wysiłek i emocje,
- Kardiomiopatia ze zwężeniem drogi odpływu,
- Zwężenie zastawki aortalnej lub ciężka wada zastawkowa,
- Równoległe stosowanie leków uwalniających tlenek azotu (azotyn amylu) oraz z grupy nitratów w jakiejkolwiek postaci (nitrogliceryny, monoazotanu i diazotanu izosorbidu), ale w niektórych przypadkach w dniu przyjęcia sildenafilu można jednorazowo odstawić nitrat, gdyż leki te maja podobne działanie – tylko pod kontrolą lekarza.
- Uczulenie na sildenafil,
- Ciężka niewydolność wątroby i nerek,
- Po niedawno przebytym udarze mózgu,
- Zmiany zwyrodnieniowe siatkówki, np. retinitis pigmentosa.
- Niskie ciśnienie tętnicze (poniżej 90/50 mm Hg), lek obniża ciśnienie skurczowe średnio o 10 mm Hg.
- Utrata wzroku w jednym oku w wyniku nietętniczej przedniej niedokrwiennej neuropatii nerwu wzrokowego.

Można stosować z zachowaniem należytej ostrożności w następujących przypadkach:
- Choroba niedokrwienna serca stabilna – po konsultacji kardiologicznej,
- Pacjenci w okresie 2 – 6 tygodni po zawale mięśnia sercowego – po konsultacji kardiologicznej,
- Niewydolność krążenia NYHA II lub dysfunkcja lewokomorowa,
- Pacjenci po udarze mózgu, po TIA, z objawami niedokrwienia kończyn dolnych – po konsultacji neurologicznej,
- Osoby z anatomicznymi wadami prącia (choroba Peyroniego, zwłóknienie ciał jamistych),
- Chorzy leczeni ritonawirem,
- Pacjenci przyjmujący α-adrenolityki,
- Osoby ze skłonnością do priapizmu (anemia sierpowata, szpiczak mnogi i inne).

Można stosować jak w zdrowej populacji w następujących przypadkach:
- U pacjentów z dobrze kontrolowanym nadciśnieniem tętniczym,
- U pacjentów z łagodną, stabilną chorobą wieńcową – po konsultacji kardiologicznej,
- U pacjentów po zabiegu rewaskularyzacji bez powikłań – po wykonaniu próby wysiłkowej (po PTCA > 2 tygodni, po CABG > 6 tygodni),
- U pacjentów po zawale mięśnia sercowego po upływie 6 tygodni od zawału i ujemnej próbie wysiłkowej,
- U pacjentów z łagodną wadą zastawkową (stenoza aortalna lub wada mitralna),
- U pacjentów z niewydolnością krążenia w skali NYHA I
- U pacjentów z migotaniem przedsionków z kontrolowaną czynnością komór.

Jest to lek kategorii B.

## Działania niepożądane
Działania niepożądane zdarzają się relatywnie rzadko, a te najczęściej występujące nie są poważne:
- bóle i zawroty głowy,
- bóle mięśniowe,
- nudności,
- wymioty,
- niestrawność[6],
- uczucie zatkanego nosa,
- wrażenie gorąca w okolicy twarzy,
- przejściowe zaburzenia widzenia,

Poważniejsze działania niepożądane zdarzają się bardzo rzadko.
Zaburzenia dyspeptyczne, bóle głowy i napadowe zaczerwienienie skóry twarzy połączone z uczuciem gorąca (flushing) wiążą się z inhibicją fosfodiesterazy typu 5. Ze względu na to, że sildenafil blokuje enzym siatkówki rodopsynazę (fosfodiesterazę typu 6) ubocznym skutkiem spożycia sildenafilu mogą być zmiany w recepcji barw (widzenie na niebiesko). Z kolei ze względu na to, że fosfodiesteraza jest obecna we wszystkich mięśniach gładkich, w tym także tych występujących w sercu, u osób z arytmią serca, nadciśnieniem i skłonnością do zawałów, zwłaszcza w połączeniu z innymi lekami mającymi wpływ na wydzielanie tlenku azotu przez współczulny układ nerwowy, może dochodzić do poważnych komplikacji łącznie z zawałem mięśnia sercowego i zgonem.
Sildenafil zmienia cytoarchitektonikę wątroby. Powoduje m.in. wakuolizację przestrzeni międzykomórkowych, przerost kanalików żółciowych, stany zapalne i nekrozę hepatocytów. Efekty te wzmagają się z wiekiem.

## Mechanizm działania leku

Mechanizm działania sildenafilu

W momencie pobudzenia seksualnego mózg wysyła sygnał do komórek nerwowych rdzenia prącia, sterujących działaniem mięśni gładkich, które normalnie ograniczają dopływ krwi przez tętnice do ciał jamistych prącia. Komórki nerwowe, po otrzymaniu sygnału z mózgu, zaczynają wytwarzać tlenek azotu. W mięśniu gładkim występuje stałe stężenie związku chemicznego – trójfosforanu guanozyny (GTP) oraz enzym – cyklaza guanozynowa. Enzym ten jest uaktywniany przez tlenek azotu produkowany przez komórki nerwowe. Po uaktywnieniu enzym ten przekształca GTP w cGMP (cykliczny monofosforan guanozyny). cGMP uruchamia ciąg przemian doprowadzających do rozluźnienia mięśni gładkich, a co za tym idzie zwiększenia napływu krwi do ciał jamistych członka i jego wzwodu. Dopóki stężenie cGMP utrzymuje się na odpowiednio wysokim poziomie, mięsień gładki jest rozluźniony, a członek wzwiedziony.
cGMP jest jednak w normalnych warunkach stale przekształcany przez inny enzym – fosfodiesterazę – w nieaktywny GMP (zwykły monfosforan guanozyny). Stąd utrzymywanie się wzwodu prącia jest warunkowane stałym wytwarzaniem cGMP, a co za tym idzie stałym dostarczeniem tlenku azotu przez komórki nerwowe, które muszą być stymulowane przez mózg. U wielu mężczyzn jednak na skutek nerwic, napięcia psychicznego, nierównowagi hormonalnej, czy zaburzeń nerwowego układu współczulnego, wytwarzanie tlenku azotu przez komórki nerwowe jest zbyt słabe lub krótkotrwałe, co prowadzi do słabych i zbyt krótkotrwałych wzwodów.
Sildenafil działa przez hamowanie enzymu fosfodiesterazy. Sildenafil ma podobny kształt geometryczny do cGMP i dobrze mieści się w centrum aktywnym fosfodiesterazy, jednak wiąże się z fosfodiesterazą na dłużej, blokując możliwość katalizowania reakcji przejścia cGMP w zwykłe GMP. W rezultacie nawet mała „produkcja” NO przez komórki nerwowe wystarcza do osiągnięcia odpowiedniego stężenia cGMP i może się ono utrzymywać nawet bez dalszej produkcji tlenku azotu przez te komórki. Jednak, dzięki temu, że sildenafil działa na „końcowym” etapie całego procesu, nie powoduje ona automatycznie wzwodu, lecz nadal potrzebna jest do tego „normalna” stymulacja erotyczna.

## Interakcje
Inhibitory izoenzymów CYP3A4 (np. ketokonazol, erytromycyna, cymetydyna) i CYP2C9 mogą zmniejszać klirens sildenafilu. Zastosowanie cymetydyny równocześnie z sildenafilem powoduje zwiększenie jego stężenia w surowicy, również sok grejpfrutowy będący słabym inhibitorem CYP3A4 w ścianie jelit, może powodować niewielkie zwiększenie stężenia sildenafilu w surowicy. Nikorandil, ze względu na zawartość azotanu może powodować poważne interakcje ponieważ sildenafil nasila hipotensyjne działanie azotanów. Jednoczesne jego podawanie pacjentom przyjmującym leki α-adrenolityczne może prowadzić do objawowego niedociśnienia u nielicznych, podatnych pacjentów. Jednorazowe dawki leków zobojętniających kwas żołądkowy nie wpływają na biodostepność sildenafilu. Związek ten nie nasila wydłużania czasu krwawienia po zastosowaniu kwasu acetylosalicylowego oraz nie nasila obniżającego ciśnienie krwi działania alkoholu. Nie wykazano wpływu sildenafilu na farmakokinetykę następujących leków: inhibitorów CYP2C9 i CYP2D6, tiazydowych leków moczopędnych i leków pokrewnych, diuretyków pętlowych i oszczędzających potas, inhibitorów konwertazy angiotensyny, antagonistów kanału wapniowego, leków β-adrenolitycznych czy indukujących enzymy układu CYP450.

## Dawkowanie

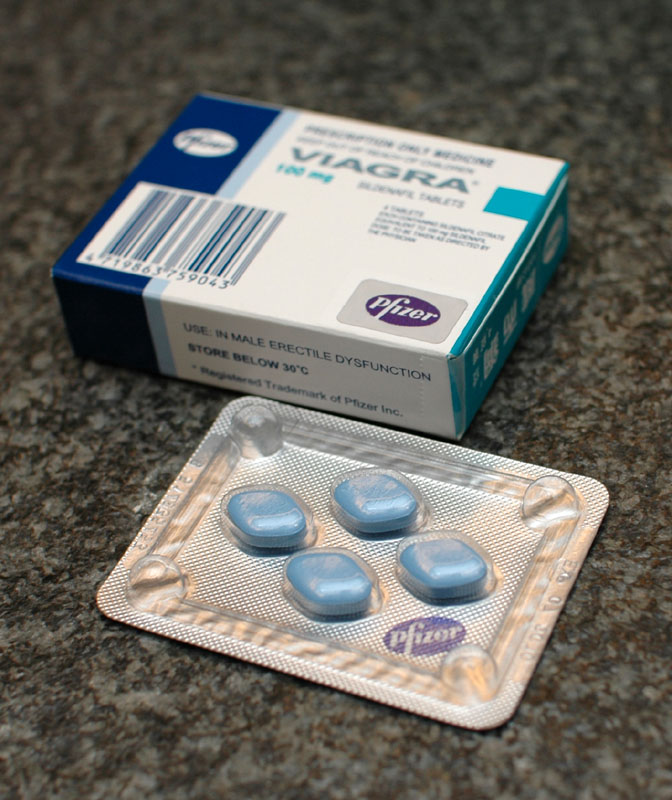
Viagra

Doustnie. Dorośli 50 mg w zależności od potrzeb, ok. 1 godzinę przed planowaną aktywnością seksualną. W zależności od skuteczności i tolerancji leku, dawkę można zwiększyć do 100 mg lub zmniejszyć do dawki 25 mg. Maksymalna zalecana dawka wynosi 100 mg. Nie zaleca się stosowania leku częściej niż raz na dobę. Jeśli lek jest przyjmowany podczas posiłku, początek działania może być opóźniony w porównaniu do przyjęcia leku na czczo. U pacjentów z łagodnymi lub umiarkowanymi zaburzeniami czynności nerek (klirens kreatyniny 30 – 80 ml/min) oraz u pacjentów w podeszłym wieku nie ma konieczności zmiany dawkowania. U pacjentów z ciężkimi zaburzeniami czynności nerek (klirens <30 ml/min) lub z niewydolnością wątroby należy rozważyć zastosowanie dawki 25 mg, a w zależności od skuteczności i tolerancji leku, dawkę można zwiększyć do 50 mg lub 100 mg. U pacjentów stosujących jednocześnie inhibitory izoenzymu CYP3A4 (z wyjątkiem ritonawiru) lub leki α-adrenolityczne zaleca się rozpoczęcie terapii od dawki 25 mg.

## Przedawkowanie
Przedawkowanie sildenafilu wiąże się z nienaturalnie długim utrzymywaniem się wzwodu (priapizmem), który w skrajnych przypadkach może trwać do 6 godzin. Pierwsze doniesienia wskazywały, że nadużywanie leku może prowadzić do powstania trudności w osiąganiu wzwodu bez sildenafilu, jednak późniejsze badania nad grupą prawie 1 tys. pacjentów nie potwierdziły rozwoju tolerancji na działanie leku. Możliwe, że wcześniej obserwowane osłabienie działania sildenafilu wynikało ze współistniejącego pogorszenia stanu zdrowia. Ponadto możliwe jest wystąpienie bolesnych obrzęków prącia, mogących doprowadzić do ciężkich stanów zapalnych i zniszczenia ciał jamistych. W przypadku przedawkowania zaleca się leczenie podtrzymujące; hemodializa nie jest skuteczną metodą eliminacji leku z organizmu.

## Metabolizm
Sildenafil jest prawie całkowicie przekształcany w wątrobie do 16 metabolitów. Metabolizowany jest przede wszystkim przez układ enzymów mikrosomalnych wątroby cytochromu P450, w tym przez jego izoenzym CYP3A4 i w mniejszym stopniu przez CYP2C9. Główny metabolit, N-demetylowana pochodna, ma podobną selektywność co związek macierzysty i o około 50% mniejszą siłę działania. Sildenafil ulega również N-dealkilacji, a następnie N-demetylacji pierścienia piperazynowego.

## Zastosowanie pozamedyczne
- W nielegalnym obrocie pojawiła się mieszanka Viagry i extasy pod nazwą sextasy[13].
- Według doniesień prasowych Viagra jest używana przez niektóre gospodynie domowe w Australii jako dodatek do wody w wazonach, przedłużający dwukrotnie żywot kwiatów ciętych[14].

## Synteza chemiczna

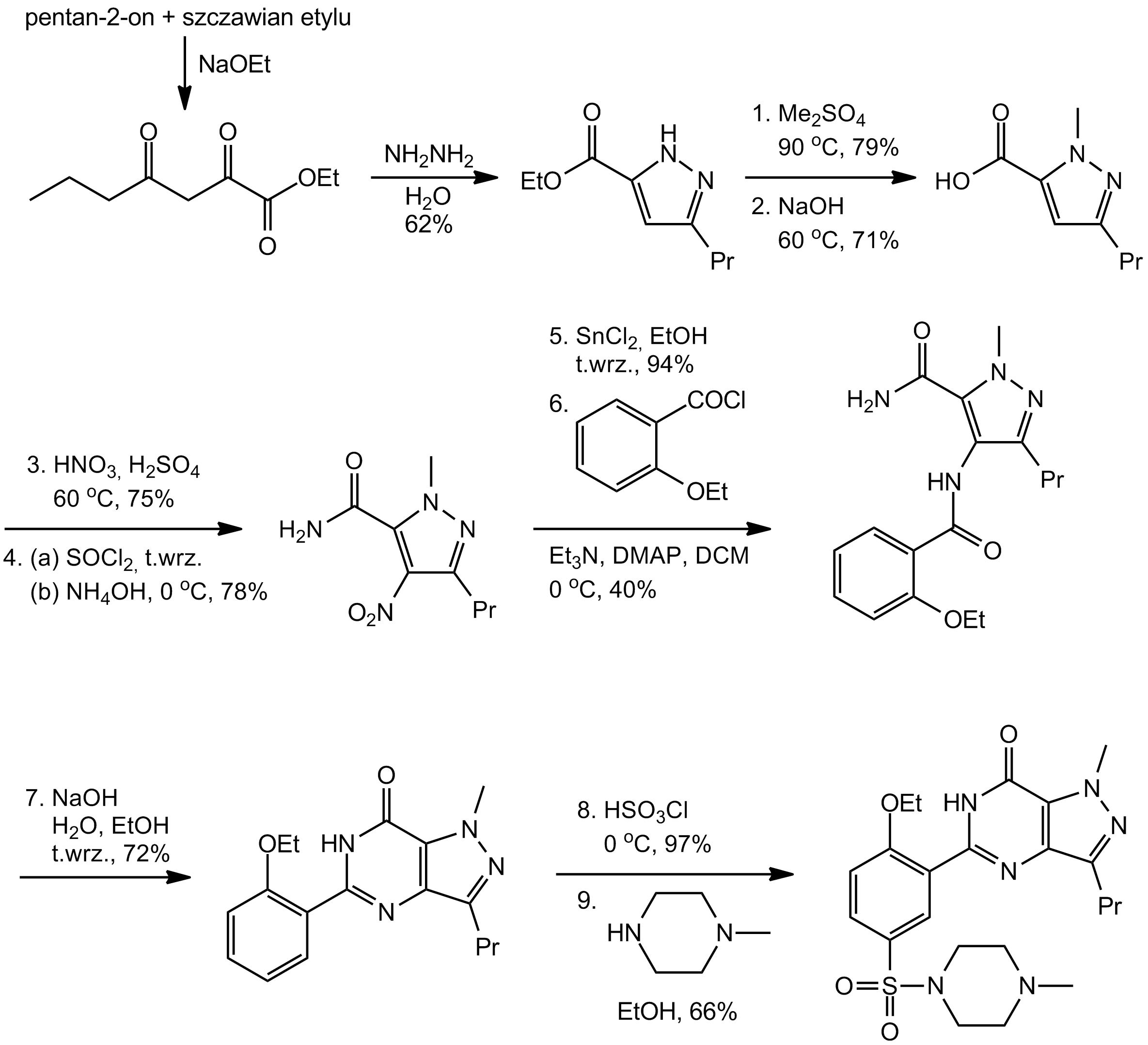
Etapy syntezy sildenafilu

Etapy syntezy sildenafilu są następujące:
1. Metylowanie estru etylowego kwasu 3-propylopirazolo-5-karboksylowego gorącym siarczanem dimetylu.
2. Hydroliza do wolnego kwasu za pomocą wodnego roztworu NaOH.
3. Nitrowanie za pomocą mieszaniny oleum i dymiącego kwasu azotowego.
4. Utworzenie karboksyamidu w wyniku ogrzewania do wrzenia z chlorkiem tionylu i amonolizy za pomocą NH3·H2O.
5. Redukcja grupy nitrowej do aminowej.
6. Acylowanie chlorkiem 2-etoksybenzoilu.
7. Cyklizacja.
8. Sulfonowanie do pochodnej chlorosulfonylowej.
9. Kondensacja z 1-metylopiperazyną[15].